# Penedo (microregio)
Penedo is een van de dertien microregio's van de Braziliaanse deelstaat Alagoas. Zij ligt in de mesoregio Leste Alagoano en grenst aan de deelstaat Sergipe in het zuiden en westen, de mesoregio Agreste Alagoano in het noordwesten en noorden, de microregio São Miguel dos Campos in het oosten en de Atlantische Oceaan in het zuidoosten. De microregio heeft een oppervlakte van ca. 1690 km². Midden 2004 werd het inwoneraantal geschat op 121.210.
Vijf gemeenten behoren tot deze microregio:
- Feliz Deserto
- Igreja Nova
- Penedo
- Piaçabuçu
- Porto Real do Colégio

Mesoregio's: Agreste Alagoano · Leste Alagoano · Sertão Alagoano

Microregio's: Alagoana do Sertão do São Francisco · Arapiraca · Batalha · Litoral Norte Alagoano · Maceió · Mata Alagoana · Palmeira dos Índios · Penedo · São Miguel dos Campos · Santana do Ipanema · Serrana do Sertão Alagoano · Serrana dos Quilombos · Traipu